# 高等学園
高等学園（こうとうがくえん）とは、日本に設置されている学校などが用いている名称の一つ。類似の名称に高等学院、高等校がある。

高等学園を称するものの多くは高等学校と類似した教育を行っているが、一条校と違い法令で高等学園の使用を規制する条文が存在しないため、特別支援学校や高等専修学校（専修学校高等課程）、技能連携校、サポート校といった教育施設、職業訓練施設などがこの名称を名乗る。

## 一覧

### 学校法人
- 九州中村高等学園
- 東福岡高等学園
- つくば総合高等学園
- 浦和高等学園 - 星槎国際高等学校浦和キャンパスに
- 中央高等学園専修学校
- 丸亀藤井高等学園
- 桜徳高等学園
- レキオ高等学園
- 希望高等学園
- 夢現高等学園
- 静岡勤労高等学園
- 希望高等学園
- 清和国際高等学園
- ひびき高等学園
- 日本高等学園・自由教育学院

### 専修学校（高等課程）
- 日本芸術高等学園
- 九州国際高等学園
- 静岡県立漁業高等学園
- 九州中村高等学園
- 日東郡山高等学園
- 関西高等学園
- 奈良高等学園

### 特別支援学校（高等部）
法第76条第2項により、高等部のみの特別支援学校を設置することができる。
公立校
- 宮城県立支援学校小牛田高等学園
- 宮城県立支援学校岩沼高等学園
- 福岡市立特別支援学校博多高等学園
- 福岡県立養護学校北九州高等学園
- 北九州市立特別支援学校北九州中央高等学園
- 福岡県立特別支援学校「福岡高等学園」（軽度知的障害者が対象）
- 千葉県立特別支援学校流山高等学園
- 千葉県立特別支援学校市川大野高等学園
- 埼玉県立特別支援学校さいたま桜高等学園
- 埼玉県立特別支援学校羽生ふじ高等学園
- 徳島県立みなと高等学園

私立校
- 大出学園 特別支援学校若葉高等学園
- 盲女子高等学園

### 技能連携校
以下は、教育委員会指定の技能教育施設である。
- 静岡高等学園
- 松実高等学園

### 高校サポート校
- NODA レーシングアカデミー高等学園
- 勇気学園沼津高等学園
- NPO法人盛徳舎 水前寺高等学園
- 桜咲高等学園
- 葵高等学園

### 職業訓練施設
- 日野工業高等学園
- アイシン高等学園

### 学習塾・資格スクール
- 沼津高等学園（学習塾）
- 大栄教育システム 広島城南高等学園（資格スクール）

### その他
- 大阪モーターサイクル高等学園（自動車教習所）
- NPO法人 藤野シュタイナー高等学園（現：学校法人 シュタイナー学園）